# Морський музей (Лісабон)
Морський музей (порт. Museu de Marinha) — музей у Лісабоні, Португалія, присвячений історії португальського мореплавства. Музей розташований у підпорядкуванні португальських ВМС та розміщується у туристичному районі Лісабона Санта-Марія-де-Белен, займаючи, разом з Національним археологічним музеєм, частину західного крила монастиря Ієронімітів, а також сучасне приміщення, прибудоване до монастиря з півночі.
Музей засновано в 1863 році королем Португалії Луїшем I з колекції різноманітних предметів, присвячених історії португальського мореплавства. Монарх активно цікавився океанографією та сам був активним мореплавцем. З роками започаткована ним колекція зростала і врешті-решт склала основу експозиції музею, який було офіційно відкрито у його сучасному приміщенні 1963 року.
Музей займає площу 20 тисяч м². Експозиція музею складається з 20 тисяч експонатів, 6 тисяч з яких постійно доступні на площі 16 тисяч м². Експозиція включає численні елементи обладнання та декору морських суден, їх зображення, а також зменшені моделі португальських військових, торговельних та пасажирських кораблів, починаючи з XV ст. Присутні оригінальні кораблі та повнорозмірні їхні копії.